# Csaku-uta Full
A Csaku-uta Full (着うたフル; Hepburn: Chaku-Uta Furu) Japánban működő zeneletöltő szolgáltatás mobiltelefonokra. A Csaku-uta Fullon, ellentétben a Csaku-utával teljes hosszúságú, jobb minőségű, HE-AAC tömörítésű truetone dalok vásárolhatóak. A Csaku-uta Full a Sony Music Entertainment Japan bejegyzett védjegye.

## Története
A szolgáltatást 2004 novemberében indította a KDDI telekommunikációs cég az au és az Okinawa Cellular Telephone Company hálózatán. A szolgáltatás 2005 augusztusában a SoftBank Mobile, majd 2006 júniusában az NTT DoCoMo hálózatán is elérhetővé vált. Amíg a Csaku-uta- és az Uta-mini-zeneszámok ára 80–100 jen között mozog, addig a Csaku-uta Full-dalok általános díjszabása 200 és 400 jen között van. A dalok adatmennyisége kezdetben körülbelül 200 kilobyte-ra volt korlátozva, azonban ezt később 5 megabyte-ra emelték.
A Csaku-uta Full-dalokat csengőhangnak vagy riasztási hangnak is be lehet állítani. A szolgáltatás népszerűségének tetőpontján csak a Csaku-uta Full 60 százalékát adta ki Japán digitális zeneletöltésének, míg a teljes Csak-uta-család több, mint a 90 százalékát. A 2010-es évekre a szolgáltatás az okostelefonok megjelenésével és a vásárlási szokások megváltozásával egyre veszített a relevanciájából; népszerűsége csúcsán, 2005-ben 226 753 000 Csaku-uta Full-dalt adtak el, ez a szám 2018-ra 3 276 000-re csökkent le.

## Digitális jogok kezelése
A Csaku-uta Full-dalok a SIM kártyához vannak kötve, így azokat kizárólag az adott SIM kártyát tartalmazó készülékeken lehet meghallgatni.